# Fuerte Independencia

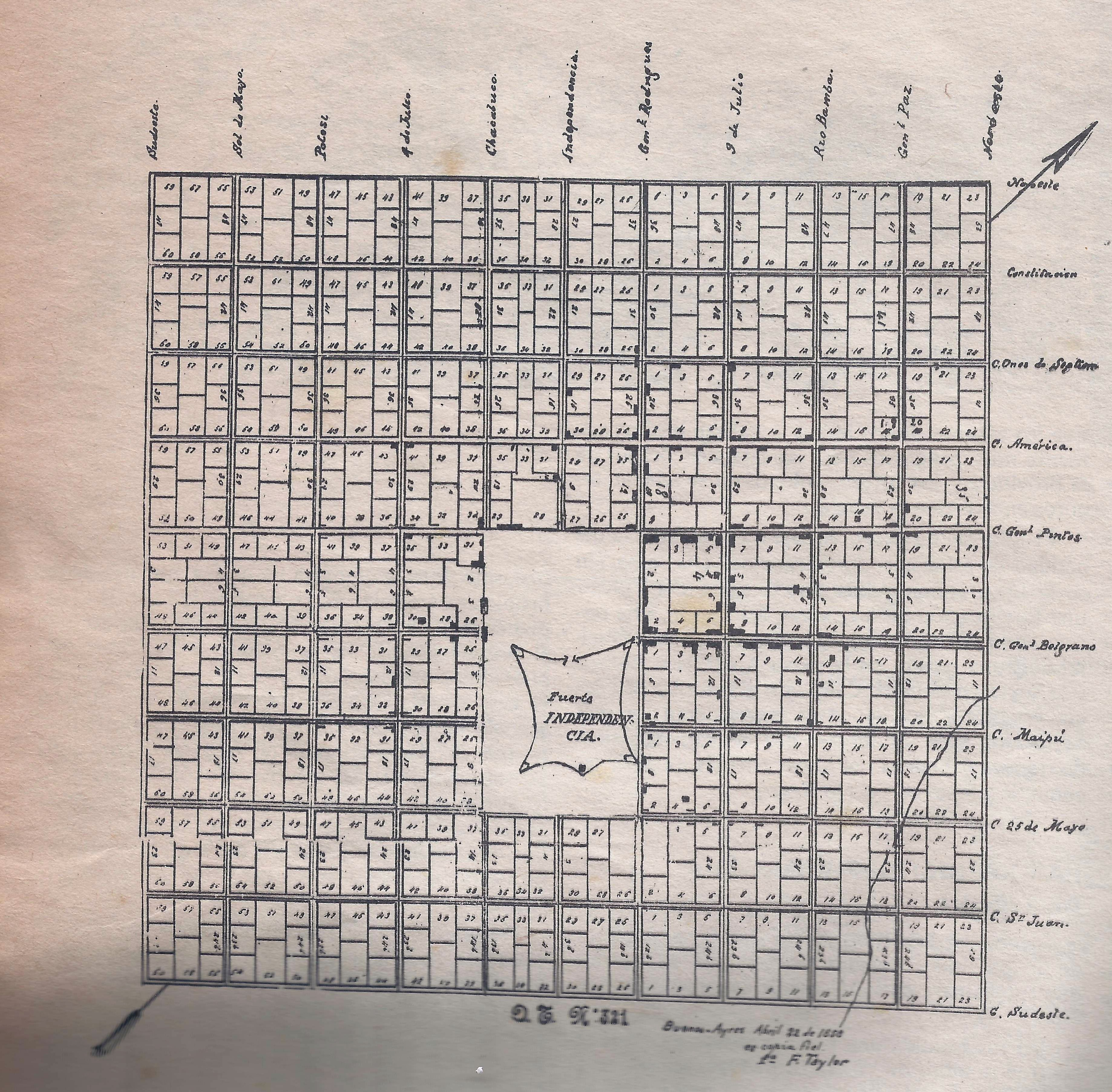
Mapa del Fuerte Independencia.

El Fuerte Independencia, origen de la actual ciudad de Tandil de la Provincia de Buenos Aires en la República Argentina, fue fundado por el gobernador Martín Rodríguez el 4 de abril de 1823, para servir de bastión contra los malones indios.
Se hallaba ubicado en el lugar en donde hoy está la parroquia del Santísimo Sacramento, frente a la plaza principal de la ciudad de Tandil.

## Los antecedentes
Juan de Garay exploró la zona en 1581 al sur de la provincia de Buenos Aires al mando de treinta hombres con la misión de reconocer el desierto y hostilizar a la población nativa.
En 1700 exploró la región el padre Silvestre Antonio de Roxas después de vivir con los pehuelches en Neuquén, siendo el primer español del que se tiene referencia que llegó a estas tierras. Siete años más tarde en un informe al rey reportó que fue "desde Buenos Aires a los Césares por el Tandil y el Volcán rumbo al sudeste".
Antonio de Garay, en Córdoba, obtiene un derecho de "vaquería", permiso para extraer cueros, animales y productos del país en tierras de indios. Con un pequeño grupo de hombres reunió en la zona seis mil cabezas de ganado que esperó concentrar en el "Corral de Ferreyra". El nombre de esta propiedad indica que ya a principios del siglo XVIII transitaban pobladores de raza blanca, radicados en la zona o de paso. Cerca de Guaminí fueron asesinados los integrantes de esta expedición, escapando algunos integrantes a esta zona y de aquí pasaron a Córdoba. Los culpables de este hecho fueron detenidos y sentenciados en esa ciudad.
El maestre de campo don Juan de San Martín realizó en 1739 una expedición para castigar a los indígenas por la invasión de 1738 y llegó con su ejército integrado por setecientos soldados al Casuhatí con cuatro piezas de artillería. A su regreso exploró varias sierras y mató a un grupo de tehuelches que lo recibieron sin armas en señal de paz. A raíz de estos incidentes los indios asolaron la provincia en el año 1741 llegando a producir masacres en las inmediaciones de Buenos Aires.
El gobierno intentó pacificar a los aborígenes por medio de dos ejércitos al mando del capitán Cristóbal Cabral en 1741 y 1742, el primero formado por novecientos hombres y el segundo por más de quinientos.
En el año 1744 los jesuitas enviaron al padre Tomás Falkner en viaje de exploración a las sierras del Tandil y el Volcán para escoger un sitio para formar una misión o reducción. Dos años después el rey, por medio del gobernador don José de Andoanegui encomendó a los jesuitas la fundación de un pueblo para reducir a los indios serranos. El 13 de noviembre de ese año el padre José Cardiel acompañado por el padre Falkner fundaron la misión de Nuestra Señora del Pilar con veinticuatro toldos -4 o 5 familias- de los caciques Marique y Chuyantuya. Los aborígenes abandonaron la reducción cuando se acabaron la yerba, el tabaco y otros víveres.
A este primer intento de evangelización misionero lo continuó el padre Matías Strobel que reemplazó al Padre Cardiel. Esta vez fue la primera que se sembró trigo y maíz y por primera vez en 1748 se explotó la piedra. 
Y en 1751 la misión se transformó en pueblo con un cabildo integrado por la población indígena siendo el primer antecedente de gobierno democrático y representativo en esta zona. Es muy probable que también se les impartiera a los indios una educación basada en principios religiosos y cívicos indispensables para desarrollar una vida civilizada.
Como los esfuerzos de los sacerdotes se impusieron sobre el instinto nómade y la desconfianza de los indios, el padre Strobel fundó otra reducción a orillas del arroyo de los Padres bautizada De los Desamparados. La misma fue destruida el 24 de febrero de 1751 por el cacique Cangapol (a.Bravo) a causa de la creciente deserción de sus indios que se pasaban a los pueblos cristianos. Los sobrevivientes se refugiaron en la misión de Nuestra Señora de Pilar pero esta también debió ser abandonada el 3 de septiembre del mismo año ante el acoso del cacique Bravo que se proponía atacarla en base al triunfo anterior. Los misioneros escaparon a Buenos Aires poco tiempo antes de que el rey Carlos III los expulsara de sus tierras.
A mediados del siglo XVIII el intercambio comercial entre Tandil y Buenos Aires debió ser fluido con mucho tránsito de blancos por esta zona según un escrito del padre Falkner en 1760 que da cuenta de la posible existencia de un camino abierto por el que transitaban los viajantes de la ciudad portuaria que tenían como destino las sierras de Tandil, el camino lo denominaban "el camino de las carretas". Para despejar esta vía de la amenaza de los malones el coronel Catani emprendió una campaña en 1767 con un grupo de vecinos pero al no animarse a enfrentarse a los indios se volvió a su ciudad de origen rápidamente.
En 1770 el comandante don Manuel del Pinazo, por orden del gobernador del Río de La Plata don Juan José de Vértiz y Salcedo reprimió a los indios. La acción la realizó con un ejército de 171 vecinos, 2 cañones y trece caciques aliados con sus tribus que atravesaron Tandil y Sierra de la Ventana llegando hasta el centro de las tolderías pampas: el río Colorado. A su regreso acampó a orillas del arroyo Quequén Chico y envió dos comisiones a recorrer las sierras de Tandil y el Volcán en donde salvaron once cautivas y los indios aliados se apropiaron de cuatro mil animales yeguarizos y además encontraron a varios españoles comprando frutos del país.
El 10 de octubre de 1772 fue nombrado por disposición del cabildo de Buenos Aires, respondiendo a un pedido del teniente del gobernador don Diego de Salas que reemplazaba al ausente Vértiz, el regidor decano don Gregorio Ramos Mexía para acompañar una misión a Tandil asignándole un presupuesto de 4 pesos diarios desde el día que emprendía la travesía. A don Pedro Pablo Pabón se le encomendó la tarea de levantar planos de la región a recorrer y llevar un diario con un presupuesto diario de 3 pesos. Este equipo tenía como objetivo reconocer las tierras ocupadas por los indios, fundar nuevas poblaciones para contenerlos y juntar el ganado que se había "salido del campo" por la sequía. A Pabón lo acompañaron don Ramón Eguía y Don Pedro Ruiz como pilotos. Llegaron a la zona y encontraron los restos de la misión de Nuestra Señora de Pilar.
Posteriormente a la Revolución de Mayo se le encomendó la frontera sur al coronel don Pedro Andrés García quien presentó al gobierno un plan de colonización en 1821 en donde decía que muchos pobladores blancos se aventuraron al sud del río Salado (Buenos Aires) formando estancias a 60 leguas de aquel río en el límite del poder de la provincia quedando a merced del vandalismo de la población indígena. García proponía la formación de un pueblo en el Volcán.

## La fundación
En 1820 siendo gobernador de Buenos Aires Martín Rodríguez, el ex Director Supremo de Chile José Miguel Carrera rompió un acuerdo al que había llegado su protector Estanislao López y se puso al mando de 120 chilenos desde el norte de Rosario donde acampaba hasta esta provincia consiguiendo sublevar a los indios salvajes, tomó el centro de detención de Las Bruscas y el 2 de diciembre de 1820 saqueó y quemó el pueblo de Salto capturando a más de 300 cautivas. Martín Rodríguez decidió salir a escarmentarlos realizando un primer intento el 4 del mismo mes pero la campaña no arrojó ningún resultado porque Carreras había huido rumbo al oeste donde encontró su fin. No encontrando a los responsables siguió su campaña en diciembre de 1820, llegó a la estancia de Francisco Ramos Mejía y lo arrestó.  Acusó a los indígenas amigos de éste de organizar los malones e hizo una gran matanza de ellos soprendiéndolos en Azul y los Huesos. El 16 de enero de 1821 Rodríguez logró rechazar en Chapaleofú un ataque del cacique Ancafilú con un saldo de 150 indígenas muertos o heridos, al día siguiente las tropas retornaron a Buenos Aires sin haber logrado su objetivo.
En 1822 Rodríguez envió al coronel Pedro Andrés García a la Sierra de la Ventana para parlamentar con los indígenas y reconocer sus fuerzas y el terreno. La expedición contó con cuarenta hombres y se inició en Buenos Aires el 6 de marzo llegando el 27 de abril a 30 leguas al norte del pico de la Ventana, lugar donde se reunió con 3.000 indios convocados por el gobierno pero no logró ningún tratado con ellos, aunque aconsejó al gobierno fundar un fuerte en la Sierra del Volcán y otro en la Sierra de Tandil, para facilitar las comunicaciones con Carmen de Patagones en un informe escrito que presentó al Gobierno el 7 de febrero de 1823. Aunque la misiva fue presentada siete meses después es posible suponer que hubo una comunicación oral inmediatamente después del arribo a Buenos Aires, y por tratarse de una autoridad en la materia su consejo influyó sobre las determinaciones del gobierno que finalmente decidió enviar al sur un ejército numeroso con el objetivo de fundar las poblaciones que él pedía además de dos hospitales con cincuenta camas cada uno. También influyeron en la decisión nuevos ataques indígenas que se produjeron en Chascomús, Pergamino, y Dolores, arreando decenas de miles de vacas. Convencido de que lo único que se podía hacer era tratar de terminar con el problema del indio, Rodríguez hizo una nueva y mejor organizada campaña. La fuerza fue comandada por el propio gobernador Rodríguez llevando a su ministro de Guerra Francisco Fernández de la Cruz y al general José Rondeau como Comandante en Jefe de la expedición.

Estas poblaciones son precisamente los puntos fundamentales, más adecuados, más útiles y más hermosos que se pueden elegir para la formación de un camino militar que abra la comunicación con el establecimiento en el Río Negro y sirvan de base a una línea defensiva o de fronteras

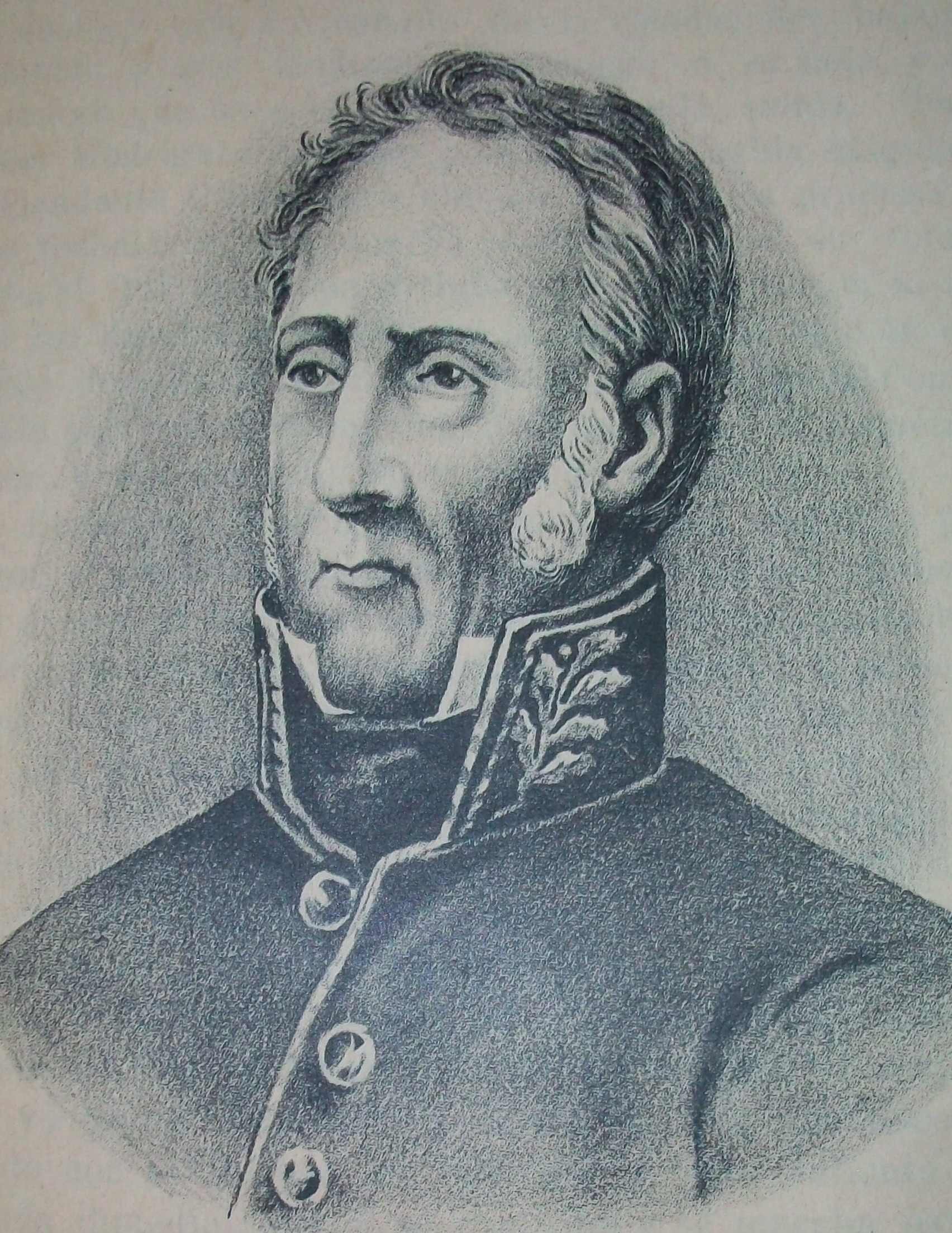
Martín Rodríguez, el gobernador de la Provincia de Buenos Aires que fundó el Fuerte Independencia, actual Tandil.

Partió desde Buenos Aires a principios de enero de 1823 y previa escala en Lobos acampó en la Guardia del Monte, de donde salió el 6 de marzo de 1823 con 2.500 soldados, con la intención de avanzar la frontera de la provincia de Buenos Aires hacia el sur y el oeste, cruzó el río Salado y acampó en la ribera sud del mismo hasta el 8, día en el que arribaron las carretas con las vituallas.
La expedición llevó el registro de sus acciones en un diario de donde se pudo describir el recorrido. A la vanguardia iba el escuadrón de Colorados adelantado un cuarto de legua. Seguía a la derecha el regimiento de Húsares Nro 3 y voluntarios con dos piezas de artillería volante. A la izquierda el regimiento del Bladengues Nro 1 y el regimiento Nro 5 de campaña, formando una línea según le permitía el terreno, llevando una distancia de cerca de diez cuadras uno de otro y tenían otras tantas piezas de artillería. En el espacio entremedio viajaban las carretas divididas en tropas, empezando por las de provisiones luego la de útiles y a una distancia cercana a un cuarto de legua marchaban los infantes. A la cola de la columna venía la tercera división de caballería Patricia y el Regimiento Nro 2 de campaña cuyo jefe controlaba que nadie quedara rezagado. A una distancia regular venían las caballadas al lado de sus respectivas divisiones seguidas por tropas de ganado.
El día 10 emprendió su viaje el ejército y dedicó el día siguiente a reunir a los rezagados. El 12 reinició el viaje cruzando praderas por las que corrían gamas, avestruces y liebres asustadas por el ruido producido por el avance de la formación. Al atardecer de ese día la tropa se detuvo en una laguna extensa con abundantes pastos y también huyeron algunos jinetes sorprendidos por merodeadores y desertores dejando sus ranchos abandonados con ropas, aperos y una importante cantidad de cueros de nutria por lo general recién estaqueados.
El 15 a las siete y media de la mañana se rompió la marcha al tener que costear unos pajonales que impedían el tránsito y ese día se encontró con otra laguna grande que el General Rodríguez la bautizó como Laguna Limpia. En ese espejo de agua habitaban patos, cisnes y nutrias. Los baqueanos salieron a reconocer el terreno hasta el arroyo Chapaleofú, una longitud de 17 leguas desde Laguna Limpia y además aguardaron la llegada de la fuerza de Caquel Huincul comandada por Miguel Caxaraville.
El 24 llegó la noticia de una revolución que había estallado en la capital lo que obligó a que Rodríguez emprendiera su regreso en compañía de su ministro y con la escolta del ejército de Húsares. Rondeau reanudó la marcha el 25 y a la noche de ese día arribó nuevamente Rodríguez que se había enterado de que la revolución había fracasado.
La marcha prosiguió el día 26 hacía el arroyo Tandil donde se pensaba instalar la nueva guardia en la parte oriental de ese lugar, y también se proyectaba instalar otra guardia en el Volcán. Se costeó el arroyo hasta el abra de donde nace la sierra que fue la zona elegida. Los días 28, 29 y 30 los ingenieros reconocieron el terreno y el 1 de abril quedó todo listo para iniciar la construcción en el lugar elegido. El día 3 se terminaron las construcciones y fortificaciones y continuaron con otras obras necesarias para la fundación del pueblo. Se trataron de obras provisorias para alojar las tropas y protegerlas de las indiadas, no fueron las definitivas para el Fuerte y el trazado del pueblo ya que según una nota enviada por Rodríguez al gobierno el 4 de abril dice que ese día se dieron comienzo a los trabajos de la fortaleza denominada de la Independencia.
El recinto que se preparó con murallas y fosos tenía la forma de una estrella de cuatro puntas, de 200 varas al lado al N.O y S.E y de 225 varas por sus lados S.O y N.E. En la actualidad su frente se extendería desde la calle Chacabuco hasta Rodríguez sobre Belgrano, y al fondo por las manzanas comprendidas entre Maipú y 25 de Mayo de la ciudad de Tandil.
La construcción fue dirigida por el sargento mayor de artillería Santiago Warcalde, los planos los diseñó el ingeniero teniente coronel Ambrosio Crámer que también trazó el ejido urbano.
No se lograron resultados positivos pero se fundó el Fuerte Independencia el 4 de abril de 1823. Ayudaron en la fundación el ingeniero José María de los Reyes. 
El diario del ejército documentó un total de 2.773 hombres al incorporarse la división de Kaquel Huincul comandada por el teniente coronel Caxaraville en el Chapaleofú. De las listas firmadas por el general en jefe Rondeau y el mayor de Bulewski el 4 de abril se concluyó que en ese momento existían 2.678 plazas, atribuyéndose a las bajas y deserciones normales en esas campañas. Además se contó 3.691 caballos para la marcha y 2.757 para operaciones.
Se le dio el nombre de Fortaleza de la Independencia y su muralla era completamente de piedra. Tenía cuatro vértices, levantándose en cada uno un baluarte, y sobre éstos se apoyaba un cañón. Fuera de la Fortaleza se hallaba el cuartel de Cazadores.
En la práctica, el principal objetivo de la expansión de la frontera tenía como fin expandir la zona de explotación ganadera. Hacia fines de su mandato Rodríguez hizo una tercera campaña, en la que llegó cerca de la actual Bahía Blanca, pero no logró  nada más.

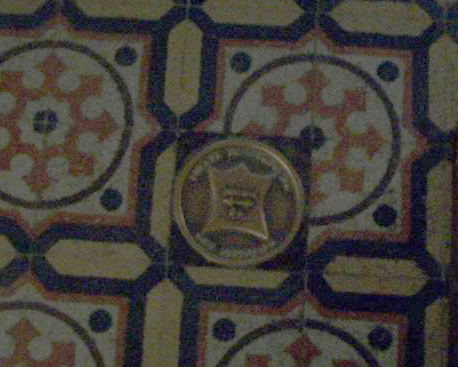
Hito del antiguo Fuerte Independencia ubicado en la Iglesia de Tandil

Una vez concluida la obra quedó en el lugar una guarnición de 1.094 hombres al mando del Jefe de la Caballería Patricia Coronel Rafael Hortiguera y con efectivos del Batallón de Cazadores, Regimientos 1, 2 y 5 de campaña, un escuadrón del Regimiento de Blandengues y efectivos de artillería. El resto del contingente continuó con la campaña.
La siguiente misión de Rodríguez era combatir a los ranqueles, tarea para la cual contaba con una alianza con los aucacaces. El gobernador reanudó su marcha hacia la sierra de la Ventana el día 26 de abril con 1.300 soldados y 4 piezas de artillería. Los aucacaces debían proveer víveres y ayudar a la marcha indicando lugares adecuados de pastoreo pero sus intenciones no eran buenas, demoraron deliberadamente todos los recursos prometidos. Cuando se reunieron con el ejército patrio se presentaron ochocientos hombres que consiguieron mediante engaños que se les entregue a los capitanes Bot y Ferrer, al sargento mayor Juan Valerio Bulewski, al teniente coronel Miller y al porta de ese regimiento Alvendir que acompañó a los prisioneros amistosamente. Cuando los tuvieron en sus manos desplegaron sus líneas y en medio de gritos se desbandaron a la carrera. Fueron muertos todos los oficiales y se llevó a cabo la traición de los aucacaces. La caballería estaba agotada y el ejército tuvo que retirarse finalizando la campaña con el único logro del Fuerte de Tandil. El 2 de agosto de 1823 Rodríguez y su ejército se presentaron en la Guardia del Monte y el 5 en la Capital.

## Los primeros pobladores
Arribaron los primeros pobladores del pago. José Ramón Gómez llegó con la expedición de Rodríguez y fue tronco de la familia con ese apellido en la ciudad de Tandil teniendo muchos descendientes. Pedro y Felipe Vela (siendo posteriormente Juez de Paz), Benito Miguens, Mariano Baudrix, José Antonio Suesey, Pedro Zárate, Manuel Vázquez, José Zelarrayán, Mariano Villalba, Félix Abiaga, José M. Miró, José Revol, Andrés Egaña, el general de la Independencia don Eustoquio Díaz Vélez y Mariano Castañeda entre los principales.

## El desarrollo posterior
En 1828 el Fuerte Independencia sirvió como punto de salida de la expedición que fundó la Fortaleza Protectora Argentina, actual ciudad de Bahía Blanca. El coronel Ramón Estomba, jefe del Regimiento 7° de Caballería de Línea que guarnecía el Fuerte Independencia, fue designado como jefe de la expedición.
El 2 de octubre de 1830 el fuerte fue atacado por un malón.

## La revolución de los Libres del Sur en Tandil
Una de las tantas reacciones contra el gobernador Juan Manuel de Rosas se produjo, en el año 1839, en el entoncer sur de la provincia de Buenos Aires denominada revolución de los Libres del Sud que estuvo combinada con la conspiración que el presidente de la Legislatura provincial, el federal doctor Manuel Vicente Maza y su hijo el militar Ramón Maza tramaron en Buenos Aires. Los Libres del Sur fue liderada por Manuel Leoncio Rico, Pedro Castelli -hijo de Juan José Castelli-, Ambrosio Crámer, Lastra, Gándara, Miguens y otros importantes hacendados del sur de Buenos Aires. En la zona del Fuerte Independencia la revolución tuvo aceptación. El general Eustoquio Díaz Vélez, terrateniente local y de gran prestigio personal y ascendencia sobre los gauchos y paisanos, y los señores Egaña, Miguens, Córdoba, Vázquez, Díaz, Arroyo, Miró, Abiaga, Zárate, Zelarrayán y otras personas se sublevaron y se adueñaron del Fuerte por varios días hasta que arribó a las inmediaciones el Coronel Echeverría, fiel al gobierno, proveniente de Tapalqué con muchos indios aliados. Estos últimos, al ver lo desprotegido que estaba el lugar, procedieron a saquearlo y a destruirlo salvándose un recinto amurallado donde se refugió Echeverría con un grupo de soldados. Los hombres que no se escaparon fueron heridos con lanzas y las mujeres y niños capturados. La población en ese momento que era de seiscientas personas quedó reducida a dos docenas de vecinos según testimonia Osvaldo L. Fontana. Echeverría solicitó ayuda al General Ramírez que al frente de una fuerza numerosa avanzaba sobre Chascomús, el parte lo recibió el Coronel Aguilera que a marcha forzada llegó al Fuerte, que abandonaron los indios y se llevaron miles de cabezas de ganado.
Las consecuencias de la revolución de los Libres del Sud para la zona fueron el arresto de los revolucionarios, la confiscación de sus bienes y el cambio de nombre del partido por el de Chapaleofú que se conservó hasta 1854.
Un decreto de Rosas del 25 de diciembre dividió al partido en 14 secciones (partidos) con un Juez de Paz con seis alcaldes y doce tenientes. La medida respondía a la preocupación que había causado la revolución fallida en el gobernador y su deseo de controlar adecuadamente el centro-sud de la provincia. El proyecto fue elaborado por el Coronel Edecán Narciso del Valle.
El nombre se cambió por el odio que provocó en el gobernador este partido por su participación en el levantamiento.

## Los jueces de paz
Los jueces de paz hacia 1852 fueron José Revol, Mariano Castañeda, Mariano Baudrix y Felipe Vela. José María Sagarí, Gregorio Álvarez, Narciso Domínguez, Hipólito Urraco y Albino Vela fueron jueces durante períodos cortos. y en 1853 asumió como juez Carlos Darragueira, representante local del partido alsinista y posteriormente Carlos A. Díaz, Adolfo González Chaves, Juan Dufau, el doctor Eduardo Fidanza y otros de los que no se tiene referencia.

## El cambio de nombre por Tandil
Producida la caída de Rosas, el objetivo de las nuevas autoridades fue recuperar el nombre de Tandil para el partido. El 19 de junio de 1854 se envió una nota al Ministro de Gobierno solicitando el cambio del nombre del partido. Hay autores que afirman que la nota la firmó Pubilo C. Massini y otros dicen que lo hizo Darragueira, la discrepancia se debe a que en ese momento Passini reemplazaba provisoriamente a Darragueira.

## El problema de los malones indios
Asimismo se reactivó el problema de los ataques de los malones que devastaron repetidamente la zona provocando la despoblación y retrocesos de los partidos que existían al sur del Salado. Una invasión se produjo en 1853 provocando la huida de casi la totalidad de los pobladores hacia Buenos Aires. El pueblo se salvó porque se instaló una fuerza militar que reemplazó al regimiento de "Coraceros de la Guardia" que había partido para unirse con el Coronel Hilario Lagos sublevado en nombre de la Federación contra el gobierno de Valentín Alsina.
El 19 de junio de 1853 Tandil eligió diputados para el Congreso Constituyente de Santa Fe respondiendo a la convocatoria del Coronel Lagos que se desempeñaba como Jefe del Ejército Federal que dominaba la gran mayoría de la campaña de la provincia. Hipólito Urraco preside la elección resultando elegidos diputados Ezequiel Ramos Mejía e Isaías de Elía con 374 votos cada uno.
En el Fuerte quedó de Comandante el Coronel José Aguilar que formó el Regimiento Nº 14 de Guardias Nacionales conformado por vecinos de la zona. Una vez destituido ese jefe lo suceden Gabriel Almada y Juan A. Ortiz que nacieron en el Fuerte.
Vencido Hilario Lagos asume Darragueira como Juez de Paz que le tocó la tarea de reconstruir el Fuerte, combatir el éxodo por medio del impulso del desarrollo del pueblo y contener la furia de malones que atacaban con mayor frecuencia.
En 1854 se conformó la primera Comisión Municipal "auxiliar" nombrada por el Gobierno, estando integrada por Darragueira, Massini, Ramón Barbosa, Antonio Ponce, Manuel María Romero, Juan M. Otero, Juan A. Suassey y José Arnold.
El año de 1855 se produjeron varios ataques de malones principalmente al mando del cacique Cafulcurá que invadió el Azul el 13 de febrero y -venciendo al Ministro de Guerra Bartolomé Mitre- saqueó el poblado, quemó las casas y tomó como prisioneros matando a muchos habitantes. Como prevención los vecinos de Tandil huyeron hacia Dolores y Buenos Aires. Los malones llegaron a fines de marzo destruyendo el partido pero no alcanzaron a llegar al pueblo aunque se llevaron cautivas a algunas rezagadas y una numerosa cantidad de animales.
El 6 de mayo y a pesar de este inconveniente el pueblo elige su Municipalidad por primera vez estando integrada por Manuel N. Romero, Felipe José Miguens, Narciso Domínguez, Publio C. Massini, Ramón Gómez y Cayetano De la Canal. Integraron el primer cuerpo deliberativo municipal.
El 8 de septiembre otro malón ataca los campos del actual Partido de Juárez llegando el 13 a Tandil deteniéndose a una legua y media del Fuerte en la Estancia "La Federación" de Ramón Gómez. Éste, al mando de 20 hombres armados, logró disuadir a los invasores que eran superiores en número y estaban mejores armados. Los hombres de Gómez contaban solo con sables y tercerolas policiales.
La invasión que se produjo el 21 de septiembre sí llegó al pueblo debiendo enfrentarla Darragueira con los pocos hombres que permanecían en el lugar desde un reducto fortificado que siempre se salvó de los ataques. De la zona el Gobierno había retirado los efectivos militares y el resto de la población había huido a Dolores, solamente quedaban cuarenta hombres en su mayoría vascos, dinamarqueses, españoles y franceses que debieron defenderse encerrados dentro del viejo Fuerte que estaba medio derruido y medianamente reconstruido con picos y palas. Ese día sobresalieron en la batalla Darragueria y Suessey.
Ese año de 1855 tuvo otros dos últimos ataques los días 9 y 10 de noviembre y el 8 de diciembre, el primero detenido por el Coronel Ocampo y el último por el General Hornos que salió a repelerla desde Azul.

## Los primeros municipales y los conflictos posteriores
En 1856, el 6 de abril se constituyó la primera Municipalidad pero no por las personas que resultaron elegidas porque algunas habían huido ante los últimos malones. Los integrantes fueron José Antonio Suessey, Felipe José Miguens, Francisco Rodríguez y Juan Fugl presidida por Darragueira.
En 1857 tomó el mando militar el comandante José Benito Machado reemplazando al coronel Echenagucía y al teniente coronel Justo P. Guayte y ese año participó con el coronel Wenceslao Paunero en un enfrentamiento contra los indios denominado la batalla de Cristiano Muerto. El resultado fue positivo para el gobierno que ascendió a Machado al grado de teniente coronel de Caballería de Línea y otorgó al regimiento el nombre de "Sol de Mayo", tomando su denominación de los campos donde se libró la batalla. Al año siguiente Machado debió defender la zona de varias invasiones que la afectaron.
En 1858 además los 48 partidos que se dividía la provincia se distribuyeron en 14 prefecturas, organismo superior encargado de supervisar el gobierno, la hacienda y ejercer el poder de policía sobre los jueces de paz. Tandil conformó el 6º Departamento siendo su prefecto Juan Elguera de quién dependían las comisarías locales.

En 1859 el Comandante de la Frontera Sud asentado en Azul, coronel Pedro Rosas y Belgrano, hijo natural de Manuel Belgrano, decretó la deposición del juez de paz de Tandil mientras que el prefecto y el comisario abandonaron el pueblo rumbo al norte el 6 de noviembre. El comandante militar huyó de la zona rumbo a la campaña lo que provocó que las tropas que había dejado en el fuerte se dispersaran. El juez, Juan Dufau, convocó a una asamblea general de vecinos acordándose formar una guardia cívica para defender a los habitantes. El coronel Juan Linares enviado por Rosas y Belgrano desde Azul con una formación de soldados amenazó con tomar la zona con un quinientos indios aliados que traía sino se le entregaba la plaza. Para evitar una matanza inútil se le permitió la entrada a cambio que dejara fuera del pueblo a sus hombres. Una vez en la plaza Linares designó juez de paz a Ramón Gómez, afiliado al federalismo y casado con una hermana de Rosas, y además amenazó con fusilar al juez Dufau y al comandante Pereyra. Estas acciones se llevaron a cabo como consecuencia de la batalla de Cepeda librada el 23 de octubre de 1859 donde el partido federal intentó tener el control del sud bonaerense.
Con el nuevo juez en funciones Linares salió a combatir a Machado que estaba en las sierras y fiel a Buenos Aires pero los indios se le desbandaron y cometieron toda clase de tropelías por lo que debió retornar al pueblo pero ahora a refugiarse de las fuerzas que había liberado. Llegó e intentó desarmar al vecindario para poder dominarlo con sus soldados pero se opuso el Juez Gómez y dio aviso a los vecinos para que no se dejen sorprender. El 19 de noviembre debió escapar hacia Azul porque se enteró de que Machado avanzaba sobre Tandil. Una vez en el pueblo volvió a poner en funciones a las autoridades y proclamó su lealtad al gobierno bonaerense.
En 1859 Machado debió enfrentarse a Rosas y Belgrano que había quedado disconforme con el Pacto de San José de Flores firmado entre la Confederación Argentina y el Estado de Buenos Aires. Pedro Rosas y Belgrano se sublevó con los caciques Cafulcurá y "Cristo". Pero cuando Machado salió hacia Azul, su superior, el general Ignacio Rivas, le ordenó volver para no dejar al fuerte desprotegido de posibles ataques indios. El juez Dufau le avisó que casi setecientos indios se encontraban en el campo La Carlota. Entonces con un grupo de vecinos salió a enfrentarlos derrotándolos y exterminándolos el 7 de diciembre en el campo San Lorenzo.
El problema con el indio terminó definitivamente en la región pampeana luego de la Conquista del Desierto llevada a cabo por el general Julio Argentino Roca.
Cuando se fundó con el nombre de Fuerte Independencia tenía tan solo 400 habitantes (los colonizadores que arribaron con su fundador) cifra que fue aumentando gracias a la llegada del ferrocarril, la explotación minera y ganadera. Al principio tuvo que soportar violentos ataques de malones que ante el avance de los blancos perdieron terrenos dedicados a la ganadería.
Tras la Conquista del Desierto se consolidó la presencia europea en El Tandil, recibiendo el lugar gran cantidad de inmigrantes de diversas partes de Europa.

## La demolición del fuerte
En 1865 se demolió el Fuerte Independencia y al año siguiente se construyó la Casa Municipal, sede asimismo de la comisaría y de la cárcel.

## La declaración de ciudad
El 10 de noviembre de 1895 el pueblo fue declarado oficialmente ciudad con el nombre de Tandil.

## Capilla castrense
Entre las primeras edificaciones se incluyó una capilla de 12 varas de largo por 7 de ancho (10 metros 29 cm por 5 m 96 cm) construida de ladrillo crudo, con puertas y ventanas de madera y el techo de paja. Este material reveló la importancia que Rodríguez le dio al aspecto religioso, las demás construcciones eran de piedra en bruto tapándose las junturas con mezcla de barro y paja. Además una ley de la época obligaba a construir en todo nuevo fuerte una capilla y nombrar a un capellán.
La obra fue ejecutada por el mayor Juan S. Walcarce dirigida por los ingenieros Tte. Cnel. Ambrosio Crámer, Tte. Cnel. Juan José Salses y Capitán de artillería José María Reyes. Cabe señalar que Crámer diseño el plano de la primera planta urbana y mensuró en 1827 los primeros campos de la zona y bautizó con el nombre de "Arroyo del Fuerte" al arroyo que rodea el pago mientras que Reyes redactó el diario de la expedición y el acta fundacional del Fuerte Independencia.
Los capellanes eran Gregorio Ramos de Castro, quien integraba el Regimiento de Húsares, y Manuel Xara, del Regimiento de Blandengues que transportaban una caja de capilla y dos campanas. Pero entre sus pertenencias faltaban un molde para fabricar hostias, dos sobres pellises, dos paños para cubrir el altar y la Ara, tampoco tenían velas de cera que los encargados de preparar los elementos omitieron. Mediante una nota al gobierno los capellanes reclamaron el envío de los elementos faltantes. La misiva fue apoyada por Rodríguez.
No se conoce la ubicación exacta de esta capilla, según versiones estaría situada en el costado sudoeste a la altura del actual colegio San José lo que se contradice con un informe del juez Juan G. Casado de septiembre de 1858 que afirma que en ese lugar existía un gran corral exigido para la defensa del Fuerte, las faenas y los desperdicios generados impedirían el funcionamiento de la capilla. Otras versiones que documentó el Padre Julio Chienno la ubican en el cruce de las actuales calle Maipú y Rodríguez y la describe como una capillita en el cual oficiaban misa algunas veces al año el cura parróco de Dolores y otras veces capellanes militares. No existen documentos fehacientes acerca de la ubicación de este oratorio que según una tradición oral se advocó a la Inmaculada Concepción, patrona del Regimiento de Patricios fundado y comandado por Rodríguez.
En julio de 1825 el capellán debió abandonar la capilla dejando sin atención religiosa a los cuatrocientos hombres que habitaban en ese entonces el fuerte. Se supone que capellanes integrantes de la expedición de Rodríguez para fundar Bahía Blanca en 1824 y otra en 1828 del Coronel Ramón Estomba que estableció la "Fortaleza Argentina" oficiaron misa en este lugar.
Al quedar abandonada la capilla y hasta el 1 de setiembre de 1831 en que volvió a funcionar la parroquia de Dolores esta zona quedó incorporada a la feligresía de Chascomús, la más austral de ese entonces. La creación de la parroquia en Azul, en 1832, provocó conflictos de jurisdicción religiosa teniendo reiteradas incursiones en el partido de Chapaleofú, debido a que la extensión de la parroquia de Dolores no permitió atender con la frecuencia deseada al Juez de Paz de Tandil que atendía los partidos de Chapaleofú, Mar Chiquita y Lobería, teniendo que recurrir a los servicios religiosos de Azul.
En 1849 desapareció la capilla, en el croquis del fuerte de ese año según se deduce de los planos del agrimensor Raimundo Prat y Puig donde se constatan tres edificios en el recinto y solo aparece la Comandancia. Además se ofreció en 1846 un terreno para edificar la capilla lo que termina de demostrar este hecho.
Entre los días 17 de julio y 12 de agosto de 1840 se instaló en el Fuerte el capellán de Azul y realizó varios bautismos. En 1841 la visita en varias oportunidades, realizando 8 bautismos entre el 9 y 10 de septiembre y otros diez entre el 24 y el 27 de diciembre. Hasta su última intervención en 1849 efectuó otros bautismos más a pesar del mal estado de conservación edilicia del lugar.
A partir de esa fecha el párroco de Dolores, teóricamente a cargo de la jurisdicción religiosa de la zona, le reclamó al juez de Paz Felipe Vela que se le respete su jurisdicción. Y haciendo valer su derecho parroquial realizó una visita por su extensa jurisdicción llegando al partido de Lobería efectuando algunos bautismos en su camino. Este recorrido incluyó el Fuerte Independencia y la estancia "Tamangueyú" del coronel Benito Machado donde bautizó a los hijos de este.
Mediante una misiva fechada en febrero de 1854 el nuevo vicario de Dolores, Domingo Migliorucci, le comunicó al Juez de Paz de Tandil que realizaría una visita a la feligresía de Tandil y le pidió que se lo comunique a los vecinos.
También realizó servicios religiosos en la zona Fray Francisco de Paula Camargo, entre el 25 de marzo y el 12 de mayo de 1854. Se sabe fehacientemente que bautizó en el partido de Lobería (jurisdicción también de Dolores) pero tuvo que pasar por Tandil en su camino por lo que debió haber realizado servicios religiosos en la zona.
A mediados de ese año se creó la parroquia de Chapaleofú.